# Egipat na Olimpijskim igrama 2016.
Egipat je nastupio na Ljetnim olimpijskim igrama 2016. u Brazilu.

## Streljaštvo
- muški skit: 1 mjesto[1] (Azmi Mehelba)
- zračna puška 10 m (Ž): 1 mjesto (Shimaa Hashad)